# Чирч
Чирч (слч. Čirč) насељено је мјесто са административним статусом сеоске општине (слч. obec) у округу Стара Љубовња, у Прешовском крају, Словачка Република.

## Становништво
| Година:    | 1994. | 2004.    | 2014.   | 2024.    |
| ---------- | ----- | -------- | ------- | -------- |
| Број људи: | 1014  | 1155     | 1259    | 1437     |
| Разлика:   |       | +13,90 % | +9,00 % | +14,13 % |

| Година:    | 2023. | 2024.   |
| ---------- | ----- | ------- |
| Број људи: | 1410  | 1437    |
| Разлика:   |       | +1,91 % |

Према подацима о броју становника из 2024. године насеље је имало 1437 становника.